# Calahorra de Boedo
Calahorra de Boedo is een gemeente in de Spaanse provincie Palencia in de regio Castilië en León met een oppervlakte van 17,99 km². Calahorra de Boedo telt 94 inwoners (1 januari 2016).

## Demografische ontwikkeling
Bron: INE, 1857-2011: volkstellingen